# Hanna Mangan-Lawrence
Hanna Mangan-Lawrence (Londres, 5 de março de 1991) é uma atriz australiana e britânica, mais conhecida na Austrália por seu papel como Holly na série de drama Bed of Roses na qual ela recebeu uma indicação ao AFI Award em 2008 e uma indicação ao Logie Awards em 2009, e internacionalmente como Seppia no drama histórico Spartacus: Vengeance.

## Carreira
Mangan-Lawrence começou sua carreira no cinema em 2005 com os curtas-metragens, Simulation 1201 e Galore. Foi seguido por um papel de protagonista como Georgie, no curta-metragem Sexy Thing, que foi aceito no Festival de Cannes.
Mangan-Lawrence foi elencada no filme de terror de 2008, Acolytes, dirigido por John Hewitt, que estreou no Toronto Film Festival de 2008. Em Acolytes, ela interpretou o papel de Chasely, uma estudante colegial ingênua e coquete. Ela posteriormente apareceu no filme de Nash Edgerton, The Square, como Lily. Ela foi nomeada para um prêmio Filmink por 'Melhor Revelação Australiana' por esta aparição.
Em 2009, ela apareceu no drama de época australiano, Lucky Country, dirigido por Kriv Stenders.
Mangan-Lawrence tem sido destaque na série de drama australiano, Bed of Roses, que foi exibida na rede de televisão ABC, interpretando Holly Athernon. Em 2008, ela recebeu uma indicação ao AFI Award por "Melhor Convidada ou Atriz Coadjuvante em Drama de Televisão" por seu papel em Bed Roses. Ela também foi nomeada para o 'Prêmio Graham Kennedy para o Novo Talento de Maior Destaque' no Logie Awards em 2009.
Em 2012, Mangan-Lawrence estreou no filme, Thirst ao lado de Myles Pollard, Victoria Haralabidou, e Tom Green. Ela também se tornou um membro de elenco recorrente, como Seppia, na série de televisão da Starz, Spartacus: Vengeance.

## Vida pessoal
Mangan-Lawrence é a filha de Maggie Mangan, uma professora de Inglês e dramaturga, e seu pai é Ray Lawrance um geógrafo, economista e professor de estudos de negócios. Ela tem uma meia-irmã Rosene, dois meio-irmãos Liam e Reuben, uma meia-irmã Zoe e uma madrasta chamada Paddy, que também é uma professora. Ela representou a Austrália no exterior como um membro da equipe de ginástica de elite. Em 2005, ela ganhou o "Acrobat of the Year – International – Senior" no Gymnastics Australia National Awards. Em 2009, Mangan-Lawrence completou sua educação secundária no Newtown High School of the Performing Arts via Pathways. Atualmente está  solteira.

## Filmografia
| Ano       | Título                        | Papel          | Notas                |
| --------- | ----------------------------- | -------------- | -------------------- |
| 2006      | Sexy Thing                    | Georgie        | Curta-metragem       |
| 2008      | Acolytes                      | Chasely        |                      |
| 2008      | The Square                    | Lily           |                      |
| 2008-2011 | Bed of Roses                  | Holly Atherton | 26 episódios         |
| 2009      | Lucky Country                 | Sarah          |                      |
| 2009      | Rescue: Special Ops           | Tamsyn Taylor  | Episódio: "Deathbed" |
| 2011      | X: Night of Vengeance         | Shay Ryan      |                      |
| 2011      | Golden Girl                   | Wendy          | Curta-metragem       |
| 2012      | Thirst                        | Kit            |                      |
| 2012      | Spartacus: Vengeance          | Seppia         | 9 episódios          |
| 2014      | Old School                    | Shannon Cahill | 8 episódios          |
| 2014      | The Reckoning (filme de 2014) | Rachel         |                      |
| 2015      | Beyond the Reach              | Laina          |                      |
| 2019      | Sweetheart                    | Mia Reed       |                      |